# Achtsame Demokraten

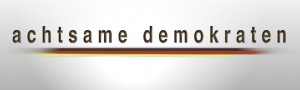
Logo der Achtsamen Demokraten

Achtsame Demokraten (Kurzbezeichnung: Die Achtsamen) war eine in Mecklenburg-Vorpommern tätige Partei. Bei der Landtagswahl in Mecklenburg-Vorpommern 2016 trat sie erstmals überregional auf.

## Entstehung
Die Partei entstand 2013 aus dem Ortsverband Hiddensee der CDU. Ein Großteil der Mitglieder war aus der CDU ausgetreten, nachdem der Hiddenseer Bürgermeister Thomas Gens, zu dieser Zeit Direktkandidat im Landtagswahlkreis Rügen I bei der Landtagswahl 2011, aus der CDU ausgeschlossen wurde, da er eine frühere Funktionärstätigkeit bei der rechtsextremen Deutschen Volksunion verschwiegen hatte, für die er von 1998 bis 2002 als Funktionär tätig gewesen war.
Die Partei nannte sich anfangs achtsame Demokraten – Die HIDDENSEEPartei. Bei der Kommunalwahl 2014 erreichte die Partei 63,2 % der Stimmen und damit sechs der zehn Sitze im Gemeinderat von Hiddensee.

## Landtagswahl 2016
Zur Landtagswahl 2016 traten auf der 15 Kandidaten umfassenden Liste der Achtsamen Demokraten mehrere parteilose Bürgermeister an. Die Satzung der Partei erlaubt es explizit, dass auch Parteilose auf den Listen der Partei antreten. Auf der Liste fanden sich unter anderem Britta Brusch-Gamm, Bürgermeisterin von Crivitz, und André Bonitz, Bürgermeister von Eixen. Gens war Spitzenkandidat.
In ihrem Wahlprogramm für die Landtagswahl in Mecklenburg-Vorpommern 2016 setzte sich die Partei besonders für die Stärkung der Kommunen ein, für das Sparen in der Politik, gebührenfreie Kinderbetreuung, mehr Personal bei Justiz und Polizei und den weiteren Ausbau der erneuerbaren Energie im Einklang mit Mensch und Natur.
Nach dem vorläufigen amtlichen Endergebnis erzielte die Partei einen Stimmenanteil von 0,5 Prozent der Zweitstimmen, was 3.738 absoluten Stimmen entspricht. Bei den Erststimmen erhielt sie landesweit 1 Prozent und damit 7.889 Stimmen. Das beste Ergebnis bei den Zweitstimmen hatten die Achtsamen Demokraten im Wahlkreis Vorpommern-Rügen IV mit 3,1 %, wozu auch die Insel Hiddensee gehörte.

## Auflösung
Vor den Kommunalwahlen in Mecklenburg-Vorpommern 2024 lösten sich die Achtsamen Demokraten auf und gingen in der Wählergemeinschaft Allianz für Hiddenseer auf.